# Sarin
Sarin (fluorometylofosfonian izopropylu) – silnie toksyczny fosforoorganiczny związek chemiczny z grupy fosfonianów, stosowany jako bojowy środek trujący, zaliczany do grupy środków paralityczno-drgawkowych.
Sarin to bezbarwna, bezwonna ciecz, łatwo mieszająca się z wodą i rozpuszczalnikami organicznymi. W temperaturze pokojowej sarin posiada wysoką prężność pary. Wnika do organizmu poprzez drogi oddechowe i skórę. Kilkanaście miligramów sarinu powoduje śmierć po kilku minutach. Okres zdrowienia po zatruciu trwa bardzo długo.

## Otrzymywanie
Sarin został uzyskany w 1939 roku w Niemczech przez Gerharda Schradera i współpracowników podczas poszukiwań nowych insektycydów dla fabryki IG Farben. Nazwa pochodzi od skrótu nazwisk członków zespołu Schradera: Schrader, Ambros, Rüdiger i van der Linde. Podczas II wojny światowej środek trafił do masowej produkcji na potrzeby armii niemieckiej, nigdy jednak nie został użyty przeciwko aliantom w obawie przed wszczęciem wyniszczającej wojny chemicznej.
Jak ustalił reporter i dokumentalista Tomasz Bonek w książce-reportażu „Chemia śmierci. Zbrodnie w najtajniejszym obozie III Rzeszy”, centrum produkcji sarinu były zakłady IG Farben zorganizowane przez Otto Ambrosa w dzisiejszym Brzegu Dolnym (niem. Dyhernfurth). Działały one pod nazwą Anorgana, a zostały zbudowane przez więźniów przywiezionych z Groß-Rosen, którzy pracowali na terenie fabryki chemicznej także przy napełnianiu bomb i pocisków artyleryjskich tym śmiercionośnym gazem bojowym.
Sarin jest drugim związkiem z serii G (od Germany – Niemcy – gdzie zostały uzyskane; nazwano je tak po II wojnie światowej). Innymi związkami tej grupy są, między innymi, tabun i soman, oznaczane odpowiednio GA i GD.
Sarin można uzyskać w reakcji estryfikacji difluorku metylofosfonowego izopropanolem w obecności izopropyloaminy jako katalizatora zasadowego i substancji zobojętniającej powstający fluorowodór:
Reakcja ta wykorzystywana jest także w amunicji binarnej do otrzymywania sarinu in situ.

## Sposób działania

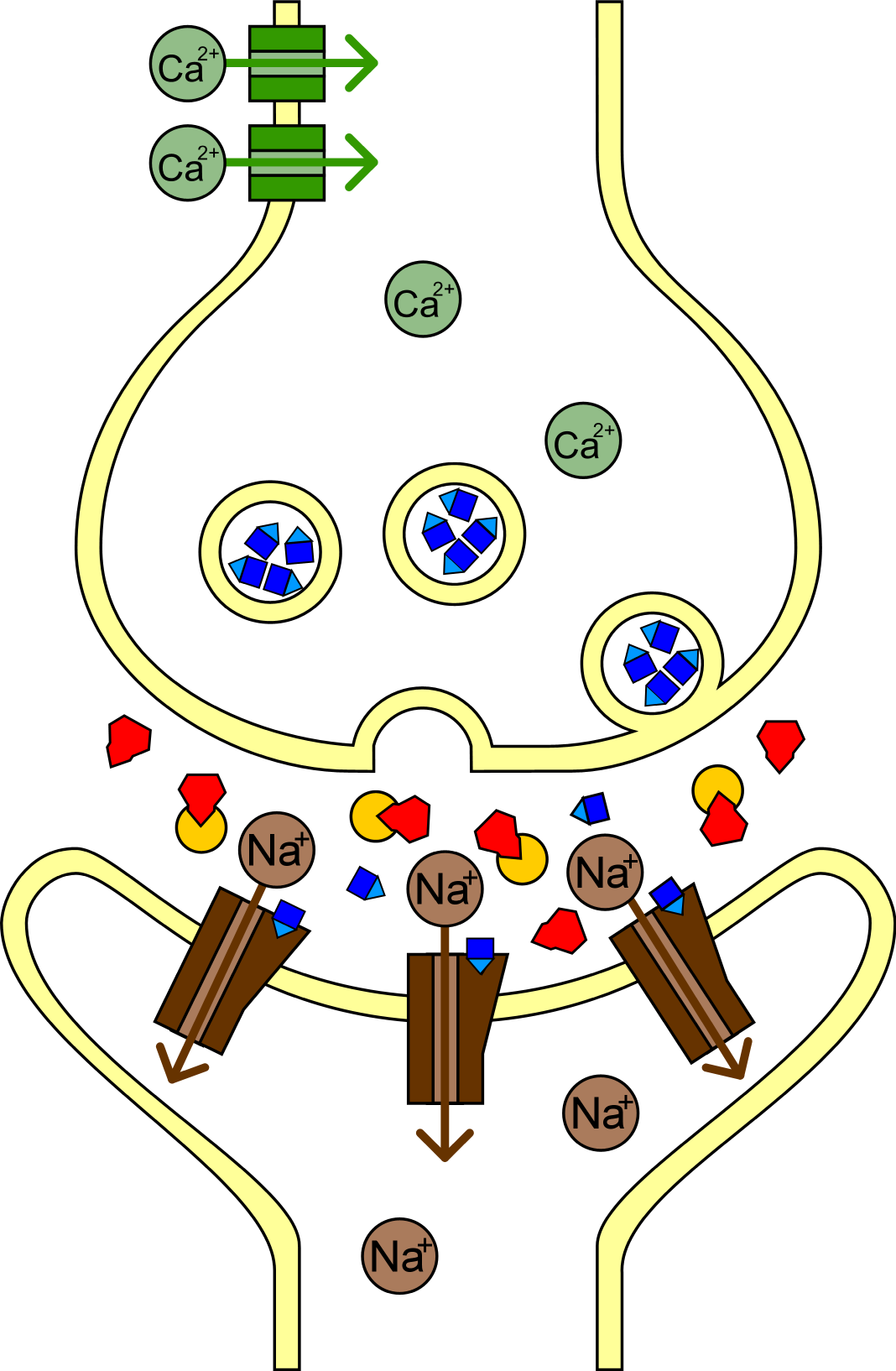
Schemat blokowania przepływu impulsu nerwowego przez synapsę (sarin czerwony, acetylocholinoesteraza żółta, neuroprzekaźnik niebieski)

W normalnych warunkach z kolbki synaptycznej uwalniana jest acetylocholina (niebieski), zaś receptor dla acetylocholiny obecny jest na błonie następnej komórki nerwowej lub komórki mięśniowej (brązowy). Acetylocholina po wydzieleniu z zakończeń presynaptycznych dyfunduje poprzez szczelinę synaptyczną i wiąże się z receptorami na błonie postsynaptycznej. To powoduje wystąpienie potencjału czynnościowego (AP) lub indukuje skurcz mięśnia na końcu płytki motorycznej.
W celu zapobieżenia nadmiernej stymulacji i przesyceniu synapsy acetylocholina jest bardzo szybko (około 14 tysięcy cząsteczek acetylocholiny w czasie jednej sekundy) rozkładana przez acetylocholinoesterazę (żółty) na cholinę i kwas octowy. Sarin (lub inne związki o działaniu paralityczno-drgawkowym) wiąże nieodwracalnie acetylocholinoesterazę i uniemożliwia jej rozkładanie acetylocholiny, co prowadzi do przesycenia synapsy.
Działanie gazów serii G może być w pewnym stopniu kontrolowane przez podanie środków przeciwdrgawkowych, na przykład diazepamu, atropiny albo oksymów (pralidoksymu, obidoksymu, azoksymu).

## Objawy zatrucia
W zatruciu ostrym pierwszymi oznakami jest początkowo zwężenie źrenic, następnie ból gałki ocznej, skurcz oskrzeli połączony z kaszlem i dusznością, ból w klatce piersiowej i ślinienie się. Następnie wymioty, bóle brzucha z biegunką, bezwiedne oddawania moczu i stolca, drżenie mięśni, następnie drgawki i porażenie mięśni. W fazie końcowej ofiara zatrucia zwykle zapada w śpiączkę i dusi się w jej trakcie. Właśnie paraliż mięśni oddechowych i mięśnia sercowego jest zwykle przyczyną zgonu.

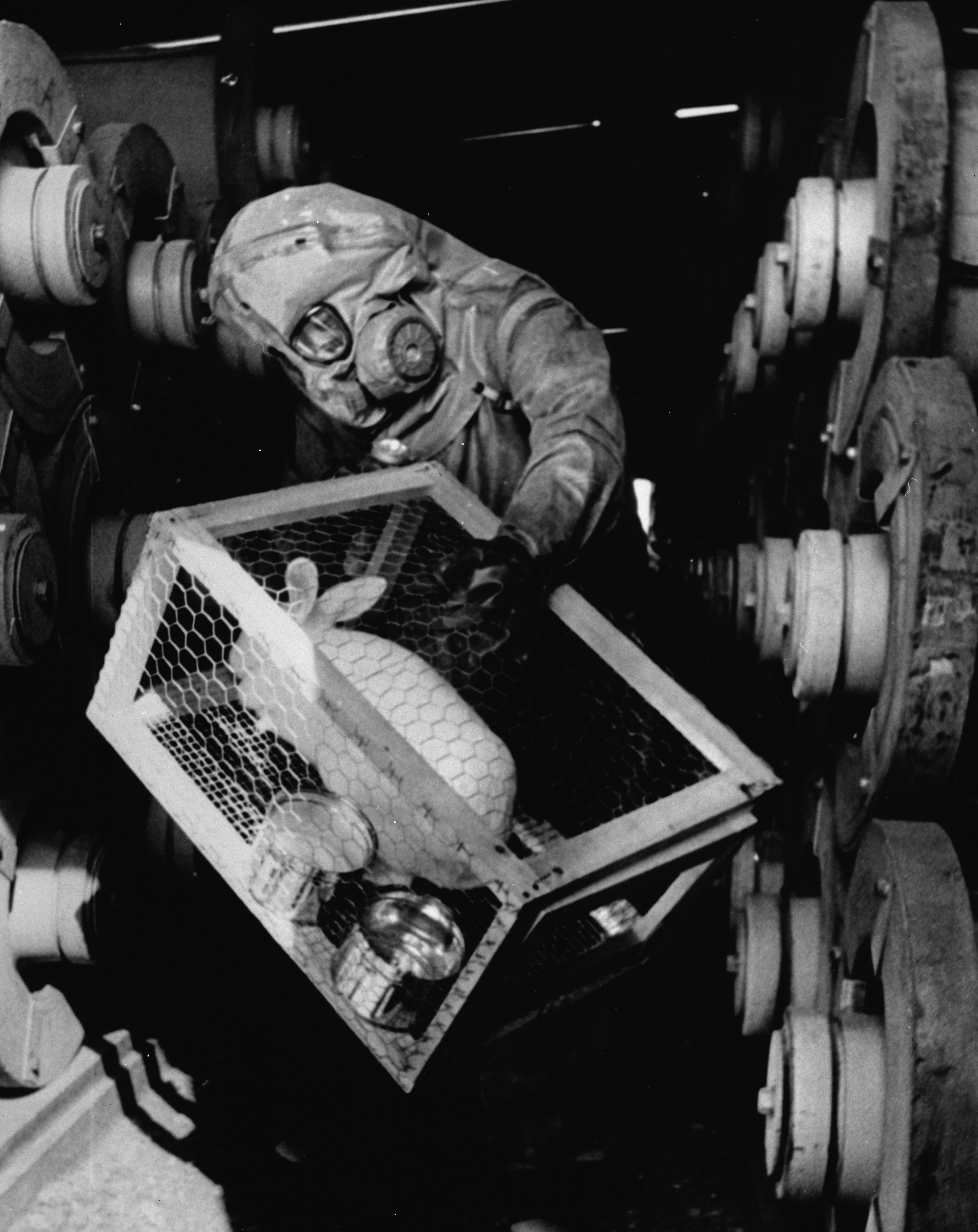
Królik używany do testowania szczelności instalacji sarinu, USA, Rocky Mountain (zdjęcie z 1970)

## Użycie
- 16 marca 1988 – atak gazowy w Halabdży z użyciem, między innymi, sarinu. Zginęło około 5 tysięcy osób.
- 20 marca 1995 – atak w tokijskim metrze przeprowadzony przez członków sekty Najwyższa Prawda, w którym zginęło 12 osób, a ponad 5500 uległo zatruciu i było hospitalizowanych[7][8].
- W czasie wojny domowej w Syrii sarin został użyty 21 sierpnia 2013 roku podczas ataku w Ghucie i spowodował śmierć od 200 do 1700 osób[9]. Użycie sarinu zostało potwierdzone przez raport ONZ z dnia 16 września 2013[10].
- 4 kwietnia 2017 – również w czasie wojny domowej w Syrii, w prowincji Idlib na północnym zachodzie kraju. Według różnych szacunków zginęło ponad 100 osób, w tym kilkanaścioro dzieci. O dokonanie nalotu podejrzewana jest koalicja armii syryjskiej i sił rosyjskich[11].